# Skull Island (fiktive Insel)
Skull Island ist eine fiktive Insel, die das erste Mal im Filmklassiker King Kong und die weiße Frau aus dem Jahr 1933 vorkam. Die Insel diente später in verschiedenen Filmen als Handlungsschauplatz.
Skull Island ist die Heimat King Kongs und einer Vielzahl anderer prähistorischer und eigentlich vor dem Aufstieg der Säugetiere schon längst ausgestorbener Tierarten. Zudem wird sie noch von den Überlebenden einer ehemaligen Hochkultur bewohnt. Diese leben hinter einer großen Mauer, die sie aus Schutz vor dem riesigen Gorilla, den sie selbst Kong nennen, errichtet haben.

## King Kong von 1933
Im ersten King-Kong-Film King Kong und die weiße Frau wird die Lage der Insel bei etwa 12°S 78°E angegeben. Die Insel läge damit mit einer Entfernung von jeweils etwa 3000 km ziemlich genau zwischen Madagaskar und Sumatra mitten im Indischen Ozean. Ein auffälliges Merkmal der Insel ist der sogenannte Schädelberg, der die Form eines menschlichen Schädels besitzt und etwa in der Mitte der Insel liegt – daher der Name der Insel Skull Island, was auf Deutsch Totenkopfinsel bedeutet.
Die Insel verfügt über eine große Mauer, die einen kleinen Abschnitt vom Rest der Insel trennt. Dort befindet sich der einzige Landungspunkt der Insel, da der Rest der Insel von großen Klippen umgeben ist. Auf diesem Gebiet lebt in einem Dorf eine kleine Gruppe von Ureinwohnern. Auf der anderen Seite befindet sich ein Dschungel, in dem prähistorische Tiere und Kong leben. Kong wird von den Ureinwohnern wie ein Gott verehrt, deshalb werden ihm regelmäßig junge Frauen geopfert. Wer die Vorfahren der Ureinwohner waren, wird nicht erwähnt, obwohl die Einstellungen nahelegen, dass die Eingeborenen einer südostasiatischen Gruppe angehören.

## King Kongs Sohn
Am Ende der Fortsetzung King Kongs Sohn aus dem Jahr 1933 wird gezeigt, wie Skull Island im Meer versinkt und Kongs Sohn ertrinkt, während er Carl Denham, die Hauptfigur des Films, rettet. Im Original-Film wird der Name Skull Island selbst nie erwähnt. Sie wird lediglich Kongs Insel oder Schädelberg-Insel genannt. Der Name Skull Island taucht erst in seinen Remakes auf.

## John Guillermins Neuverfilmung von 1976
Auch in der Neuverfilmung King Kong aus dem Jahr 1976 ist Skull Island Schauplatz der Handlung. Dargestellt wird Skull Island teilweise von Kauai, einer Insel des Hawaii Archipels. Die im Film gezeigte zerklüftete Küste, an der die Crew anlandet, ist Kauais weltbekannter Nationalpark Na Pali Coast. Viele weitere Inselszenen wurden sowohl auf einem Außenstudio (Schutzwall und Ureinwohnerdorf) als auch in einer Studiohalle (restliche Inselszenen mit Greenscreen-Verfahren) in Los Angeles gedreht. In einigem unterscheidet sich diese Skull-Insel von der des Originals aus dem Jahr 1933: Zwar liegen beide umhüllt von einer dichten Nebelwand im Indischen Ozean und bestehen aus einer wild zerklüfteten Küste und einem tiefen Dschungel im bergigen Innenland, aber das Ureinwohnerdorf scheint dem Film nach nicht an der Küste, sondern viel weiter im Landesinneren zu liegen. Einen Schädelberg gibt es in dieser Version ebenso wenig wie prähistorische Tiere. Jedoch eine Riesenschlange, mit welcher der Kong dieser Filmfassung kämpft, anstatt mit Dinosauriern im Original. Auch andere Fantasiekreaturen, wie Rieseninsekten, scheint es auf dieser Insel nicht zu geben. Das Unheimliche kommt in diesem Film nicht von monströsen Tieren, sondern von der Insel selbst. King Kong wirkt dadurch auf der einen Seite zwar einsamer, aber gleichzeitig auch mächtiger. Bis auf die Riesenschlange scheint Kong hier keinen Feind zu haben, der genauso groß ist wie er, oder gar größer, um es mit ihm aufnehmen zu können. Wie schon im Original werden hier die Ureinwohner von Menschen mutmaßlich afrikanischer Herkunft dargestellt, was dann auch auf die historische Herkunft dieses Volkes im Film hinweisen dürfte.

## Braindead
Auch in Peter Jacksons Splatterfilm-Persiflage Braindead aus dem Jahr 1992 spielt Skull Island eine tragende Rolle. Zu Beginn des Films wird in einem Rückblick gezeigt, wie ein Zoologe 1957 auf der Insel eine neue Spezies entdeckt. Diese Kreuzung aus Affe und Ratte beißt in einem Zoo eine ältere Dame, die später als Zombie zurückkehrt und ein Blutbad unter den Einwohnern der Stadt anrichtet.

## Peter Jacksons Verfilmung von 2005
Skull Island aus Peter Jacksons King Kong von 2005 ist der Insel aus dem Original-Film sehr ähnlich. Wieder ist es eine längst vergessene Insel westlich vor Sumatra: „Einen Ort, von dem man dachte, er wäre nur ein Mythos“. Eine Gruppe von Filmleuten und Seefahrern wird durch eine geheimnisvolle Karte zu ihr geführt. Zuerst war der Ort schwer zu finden, da es so scheint, dass Magneten in der Region stark beeinflusst werden und die Insel häufig im Nebel verborgen ist. Zudem ist die Insel von vielen Riffen und Felsen umgeben. Die Insel scheint langsam zu versinken, worauf die vielen Ruinen und Statuen im Wasser hindeuten. Wieder wird die Insel von einer großen verfallenen Mauer durchzogen, hinter der Kong lebt. Die unzähligen vom Dschungel verschluckten auf der gesamten Insel verstreuten Generationen alten Ruinen, die von den Vorfahren der Eingeborenen stammen, sind die einzigen Überreste einer alten menschlichen Zivilisation (möglicherweise Mu).
Außerdem ist die Insel von einer Reihe monströser Kreaturen bevölkert. Meistens sind dies prähistorische Tierarten wie Dinosaurier, von denen sich manche etwas von ihren Vorfahren weiter entwickelt haben. Aber auch einige wenige Säugetiere wie der große Gorilla King Kong, der wohl zu einer aussterbenden Spezies gehört, leben auf Skull Island. Zudem scheint es, dass das Ökosystem von Skull Island instabil ist, da es viel mehr Fleisch- als Pflanzenfresser gibt. Abgesehen von Dinosauriern und anderen großen Tieren gibt es auf Skull Island eine Vielzahl an Insekten und wurmähnlichen Kreaturen, wie zum Beispiel Weta-Rexes, Arachno Claws, Scorpio-Pedes und Tausendfüßer.
Die Insel lässt sich in mehrere kleinere Ökosysteme unterteilen:
- die zerfallende Küstenregion und das Dorf
- die dicht bewachsene Ebene
- der Sumpf und der Fluss
- der feuchte Urwald
- die Gruben und Schluchten
- das Hochland (Totenkopfberg)

Jede hat ihre einzigartige Sammlung an Tieren.

## Videospiel King Kong
Das Videospiel Peter Jackson’s King Kong: The Official Game of the Movie ist das Spiel zu Peter Jacksons Film von 2005 und erschien 2006. Der Spieler schlüpft abwechselnd in die Rolle des Jack Driscoll und des King Kong. Skull Island ist erneut der zentrale Punkt der Handlung. Lediglich die letzten beiden Level spielen nicht mehr auf der Insel, sondern in New York.
Nach einer 12.000 Meilen langen Reise hat das Schiff am 12. Oktober 1933 die Insel erreicht. Die Insel wird wieder von Eingeborenen und einer Vielzahl urzeitlicher Kreaturen bewohnt. Allerdings liegt die Insel anders als im Film diesmal im Pazifischen Ozean. Auch in anderen Punkten unterscheiden sich die Inhalte von Spiel und Film.